# Lena Steinbach
Lena Steinbach (* 22. Oktober 1992) ist eine ehemalige deutsche Fußballspielerin.

## Werdegang
Steinbach begann ihre fußballerische Karriere beim FC Bensberg und wechselte später zum TuS Köln rrh. für den sie bis 2008 spielte, als sich dessen Frauenfußballabteilung auflöste und zu Bayer 04 Leverkusen wechselte. In Leverkusen absolvierte sie in den folgenden beiden Jahren insgesamt 31 Partien in der 2. Bundesliga, ehe sie 2010 mit der Mannschaft Meister der 2. Bundesliga Süd wurde und in die 1. Bundesliga aufstieg. Dort debütierte sie am 15. August 2010 gegen den FCR 2001 Duisburg und erzielte am 19. September 2010 beim 1:0-Sieg gegen den Hamburger SV ihr erstes Bundesligator.

## Erfolge
- Meister 2. Bundesliga Süd 2010
- U-17-Mittelrhein-Pokalsiegerin 2009
- Beste Torschützin U-17 Länderpokal 2007